# 島津忠公
島津 忠公（しまづ ただきみ）は、江戸時代の薩摩藩士。始羅郡重富郷 領主。藩主一門重富島津家4代当主。薩摩藩主島津忠義の外祖父。

## 経歴
寛政11年（1799年）3月29日、薩摩藩主島津斉宣の三男として江戸藩邸で生まれる。幼名は寛二郎。母は旗本中根正房の娘お蘭。寛政12年（1800年）、斉宣継室の丹羽氏が母親とされる。
文化2年（1805年）、生母お蘭が薩摩への下向を拒否し病気療養を理由に実家に戻り、離縁を望むようになり、文化4年（1807年）に縁切りの証文を取り、解決金600両を渡して離縁した。
文化6年（1809年）、一門重富家当主島津忠貫の養子となっていた弟武五郎が実家に戻り、代わって江戸から国元に下向して忠貫の養子となる。
文政8年（1825年）11月、病弱な忠公に健康面で不安があることから、重富家当主忠貫から忠公の養子を求める願いが出され、又次郎（久光）が忠公の婿養子となる。
天保2年（1831年）1月15日、忠貫の隠居により忠公が重富家の家督を相続する。
天保7年（1836年）、又次郎が忠公の次女お千百と結婚する。天保10年（1839年）11月、家督を忠教に譲り、隠居して楽水と号す。当時重富家の財政は破綻状態で、忠教は藩主斉興から財政の再建を命じられた。
1872年（明治5年）8月13日死去。享年74。

## 子孫
忠公の次女お千百（母は今和泉家島津忠厚の娘）と忠教（久光）との間に島津忠義、島津久治、島津珍彦、島津忠欽が生まれている。